# John Simpson
John Cody Fidler-Simpson CBE (Londres, 09 de agosto de 1944) é um jornalista correspondente  inglês. Ele é um dos editores da BBC News e passou toda a sua vida trabalhando nela. Ele relatou em mais de 120 países, incluindo trinta zonas de guerra, e entrevistou muitos líderes mundiais.

## Início da vida e educação
Simpson nasceu em Londres e revela em sua autobiografia que seu pai era um anarquista.
Em 1966 Simpson começou como estagiário sub-editor de notícias da rádio BBC.